# Weißekreuzplatz
Der Weißekreuzplatz (vaɪ̯szeːkʁɔʏ̯t͡splat͡s) ist eine etwa 50 mal 100 Meter große, rechteckige Grünfläche in Hannover im Stadtteil Oststadt, der nach einem dort aufgestellten weißen Kreuzstein benannt ist.

## Lage
Der Platz wird von den Straßenzügen Friesenstraße, Weißekreuzstraße, Große Pfahlstraße und der Lister Meile umfasst. Gegenüber der Südwestecke des Platzes befindet sich das Kultur- und Kommunikationszentrum Pavillon. Unter dem Platz verlaufen die A-Strecke und B-Strecke der Stadtbahn Hannover.
Im späten 19. und frühen 20. Jahrhundert war der Weißekreuzplatz das Zentrum der Oststadt.

## Name und Geschichte
Der Platz ist vermutlich nach einem etwa aus dem 17. Jahrhundert stammenden „Wirtshaus zum weißen Kreuze“ benannt worden. Möglicherweise beruht die Namensgebung des Wirtshauses auf der Aufstellung eines weißen Kreuzes an dieser Stelle, das als Sühnestein für den 1653 hingerichteten Raubmörder Jaspar Hanebuth diente. Heute steht wieder ein weißer Kreuzstein auf dem Platz.
Anfang bis Mitte der 1970er Jahre wurde der Platz beim Bau der ersten unterirdisch verlaufenden Stadtbahnstrecke Hannovers zur heutigen Form umgestaltet. Dabei wurde eine auf fast den gesamten Platz ausgedehnte Grünfläche angelegt, die teilweise von Arkaden aus Metall umgeben ist.

## Heutige Nutzung
Die mittig gelegene rechteckige Rasenfläche wird von Parkplätzen und an drei Seiten von verkehrsberuhigten Straßen umrahmt. Der Rasen dient mit den umgebenden Bänken als Erholungsfläche sowie gelegentlich als Veranstaltungsort. An der Straßenseite zur Lister Meile befinden sich eine Reihe von Gastronomie- und Einzelhandelsbetrieben.
Der Platz wird durch die mittige Rasenfläche geprägt. Die umrandenden Bänke sind in Rankgerüste für Kletterrosen eingefasst. Einzeln und in Reihen stehende Laubbäume am Platzrand ergänzen die Anlage.
Im Mai 2014 besetzten rund 50 Flüchtlinge aus dem Sudan, die von Abschiebung bedroht waren, mit Zelten den Weißekreuzplatz, organisierten friedliche Demonstrationen und traten teilweise in den Hungerstreik, um gegen ihre beabsichtigte Abschiebung zu protestieren. Nachdem sich Belit Onay, Abgeordneter im Niedersächsischen Landtag, sowie andere Mitglieder von Bündnis 90/Die Grünen zu Lage- und Hilfsbesprechungen mit den Sudanesen auf dem Weißekreuzplatz getroffen hatten, fand im gegenüberliegenden Kulturzentrum Pavillon die Vernissage der Ausstellung Blackbox Abschiebung statt.

## Denkmäler und Kunstwerke
- Weißer Kreuzstein
- Mauerdenkmal mit Fragment der Berliner Mauer
- Gedenkstein zum Gorleben-Treck 1979 mit Anti-Kernkraftsymbol
- Plastik Orchid an der Nord-Ost-Seite (von Christoph Rust, 1999)

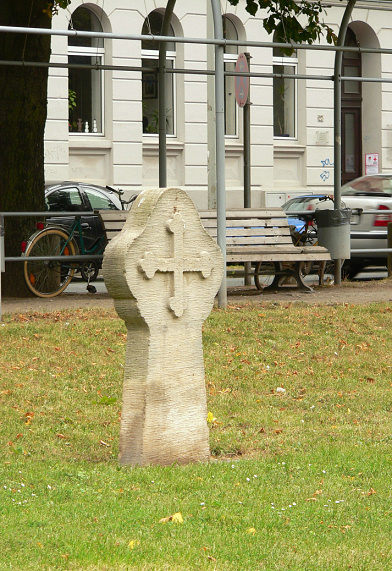
Weißer Kreuzstein auf dem Platz
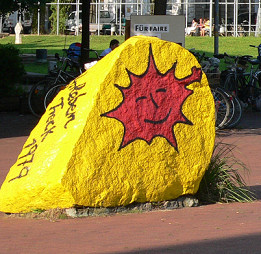
Gedenkstein zum Gorleben-Treck 1979 gegenüber dem Pavillon
Der Platz 1905
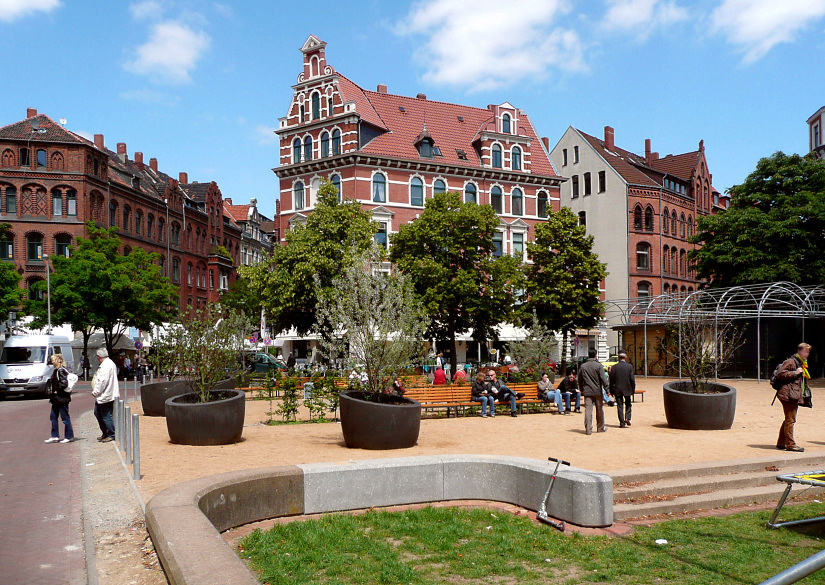
Der Platz 2009, etwa gleiche Blickrichtung wie 1905